# Dual in-line package
|  | Aquest article tracta sobre Dual in-line package. Vegeu-ne altres significats a «DIP (desambiguació)». |

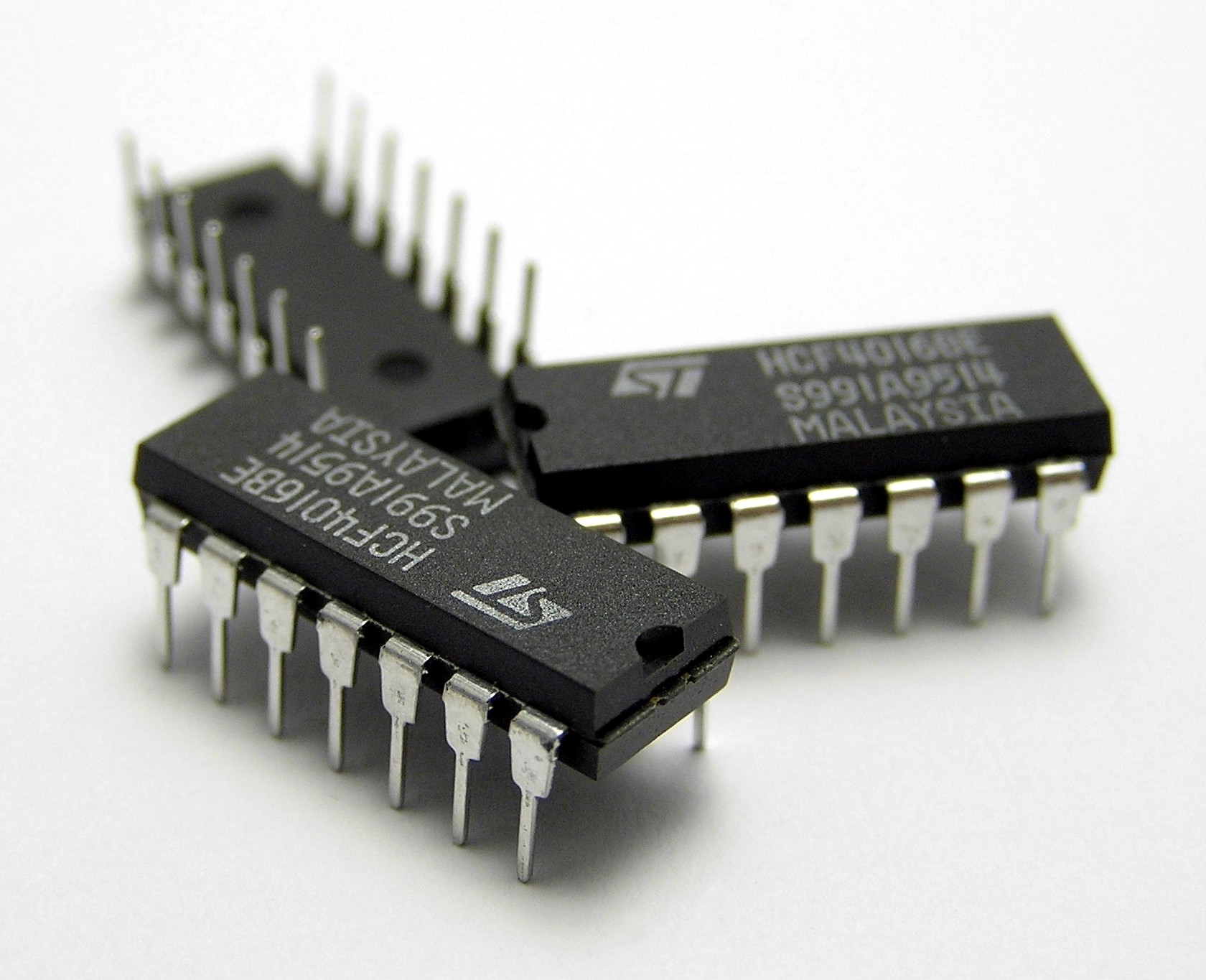
Tres encapsulats DIP de 14 pins

DIP o dual in-line package (o també DIL) per les seves sigles en anglès, és un tipus d'encapsulat de circuit integrat comú. La forma consisteix en un bloc amb dues fileres paral·leles de pins, la quantitat d'aquests depèn de cada circuit. Per la posició i espaiament entre pins, els circuits DIP són especialment pràctics per construir prototips en tauletes de protoboard. Concretament, la separació estàndard entre dos pins o terminals és de 0.1 "(2.54 mm).
La nomenclatura normal per a designar és DIPn, on n és el nombre de pins totals del circuit. Per exemple, un circuit integrat DIP16 té 16 pins, amb 8 a cada fila.
Donada l'actual tendència a tenir circuits amb un nivell cada vegada més alt d'integració, els paquets DIP han estat substituïts per encapsulats SMD (Surface Mounted Device) o de muntatge superficial. Aquests últims tenen un disseny molt més adequat per a circuits amb un alt nombre de potes, mentre que els DIP rares vegades es troben en presentacions de més de 40 potes.

## Orientació i numeració dels pins

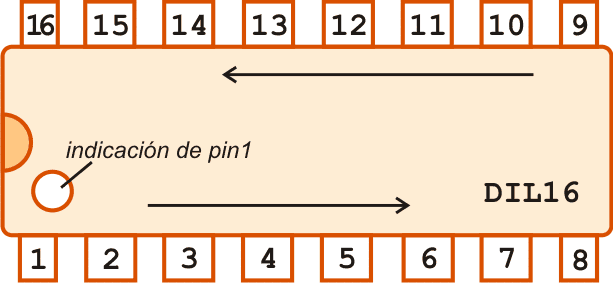
Esquemàtic d'un encapsulat DIP16, amb numeració.

Per representar els pins en els esquemes de circuits, es fan servir números que identifiquen a cada un. Per numerar els pins d'un DIP cal fixar-se en el petit forat que inclou en un extrem.
El pin que està al seu costat serà el número 1. A partir d'aquí, es numeren consecutivament els pins de la seva fila. En acabar passem a l'altra fila, i, en sentit invers, la recorrem fins a arribar al final. És a dir, es numeren de forma circular.
Per a treballs en plaques de circuit, se solen utilitzar uns suports de plàstic per a aquest tipus d'empaquetatges, anomenats sòcols, que contenen una sèrie d'orificis col·locats de la mateixa manera que el circuit. Així no soldem directament el circuit a la placa (que podria deteriorar-se amb la calor), sinó el sòcol. Un cop està fixat, es col·loca sobre el circuit integrat.
Si hem de treure i posar contínuament l'integrat, una forma pràctica perquè no es deteriorin les potes de l'encapsulat és posar dos sòcols, un fix a la placa i un altre fix a l'integrat.
Hi ha els sòcols de zero força quan es necessita instal·lar i remoure moltes vegades el circuit integrat. En aquest cas amb una palanca s'allibera o subjecta el circuit integrat.